# 知法犯法 (電影)
《知法犯法》是一套2001年香港電影，吴彦祖、曾志偉、關秀媚、安雅、李煒尚等主演，描繪了主角，被警方派到做黑社會卧底之路。他從白到黑，從一名善良的臥底警察變成真犯罪份子，大奸大惡的人，人物形象可惡。 

## 劇情
Mike（吳彥祖 飾）與死黨聰仔（李煒尚 飾）同為軍裝警員，Mike因誤殺蛇匪被停職。其間Mike偕女友阿芝（安雅 飾）目睹黑幫大哥任擎天（曾志偉 飾）執行家法，Mike羨慕其生活，以及有性感嬌妻Pauline（關秀媚 飾）。Mike被召充當臥底，成功擔任天哥的保鏢，發現聰仔是另一頭目手下，知聰仔亦已成為臥底。憑著臥底身份，Mike不斷鏟除異己，而且為了坐上龍頭位置，Mike更不惜殺死從前警隊好友聰仔，並綁架天哥並欲致於死地……

## 角色
| 演员   | 角色    | 备注                           |
| 曾志偉 | 任擎天  | 洪興社話事人                   |
| 吳彥祖 | Mike    | 臥底洪興社，後變節             |
| 關秀媚 | Pauline | 任擎天妻                       |
| 李煒尚 | 阿聰    | 臥底，被飛龍發現後遭Mike滅口   |
| 安雅   | 阿芝    | Mike女友                       |
| 吳志雄 | 飛龍    | 遭Mike電暈，注射空氣死亡       |
| 張權   | 興叔    |                                |
| 黃子揚 | 大喪    |                                |
| 葉振聲 | Albert  | 侵占公款，遭任擎天執行家法     |
| 何華超 | 辣雞    | 任擎天手下                     |
| 郭峰   | 張警官  | Mike上司，試探出Mike變節遭勒斃 |
| 林雪   |         | 搶匪，認出Mike為臥底           |
| 黃樹棠 | 老夭    |                                |
| 陳志輝 | 雞王    | 於三陽茶餐廳槍戰死亡           |
| 譚幹聰 | 大喊十  | 停車檔泊車，遭砍死             |
| 戚務振 |         | 搶匪                           |
| 鄧超友 |         |                                |
| 謝偉賢 |         |                                |
| 範展鴻 |         |                                |
| 韓平   |         |                                |
| 蘇偉南 |         | 飛龍手下                       |
| 王偉順 |         |                                |